# Адріан Борланд
Адріан Борланд (англ. Adrian Borland; 6 грудня 1957, Гампстед, Велика Британія— 26 квітня 1999, Вімблдон (Лондон), Велика Британія) — англійський музикант, автор пісень, музичний продюсер, один із засновників пост-панк-гурту The Sound, де він був вокалістом, і гітаристом, колективу.

## Біографія і кар'єра
Адріан Кельвін Борланд народився, 6 грудня 1957, року в місті Гампстед, Велика Британія, в сім'ї Боба Борланда, по професії фізик, місцем роботи якого була Національна фізична лабораторія, в Теддінгтоні, Лондон, мати Борланда працювала вчителем англійської мови, її звали Він. У початковій школі Адріан Борланд, знайомиться з басистом Грехемом Бейлі, і Стівом Баддом, будучи ще підлітками, і музикантами середньої руки. Бадд потім згадував як це все було тоді у цей час "Ми познайомились ще коли були підлітками, я знав Адріана як першого хлопця який грав на гітарі у такому юному віці і в нього це добре виходило" Борланд відрізнявся тим що, грав на гітарі лівою рукою. Тоді троє молодих, музикантів створюють гурт, під назвою The Outsiders, заснований в Вімблдоні (Лондон), в склад входили: Адріан Борланд, гітара вокал, Боб Лоуренс, бас-гітара, Ян Джоніс, барабани. Гурт випустив перший альбом, який називався Calling on Youth 1977, року. Ця робота була оцінена критиками в Британії з негативної точки зору, цей альбом не мав музичної успішності. Колектив випускає другий студійний альбом, який називався, Close Up записаний, і випущений в 1978, році на лейблі, Raw Edge Records, що і попередній альбом був записаний на тому самому, леблі. Close Up, був сприйнятий критиками як більш позитивна робота гурту. Після цього було вирішено майбутнє гурту, Боб Лоуренс, покинув гурт, новими учасниками колективу стають, Майкл Дадлі, барабани, клавішник Бі Маршал, басистом стає Грехем Бейлі, Адріан Борланд залишився вокалістом. Новим менеджером гурту став Джефрі Куммант-Вуд, гурт став називатися The Sound, який сформувався в, 1979, році. Звучання нового гурту відносилося, до пост-панку, з електорнним звучанням клавішних, і саксофону. В 1981, році клавішник Бі Маршал був замінений, Максом Маєрсом, який грав у гурті, до 1988, до самого розпаду гурту.

## Хвороба, смерть
За останні роки, перебування у гурті в Адріана Борланда все більше почалися, загострюватися психічні розлади, які спричиняли до впадання в депресію, відповідно з якої він виходив, але ця депресія, спричинила так, що він покинув The Sound, з гуртом було покінчено. Борланд почав сольну кар'єру, але хвороба так і не залишала його, сам Борланд розповідав що, він чує якісь внутрішні голоси, що це було він пояснити не міг, означало одне — ознаки психічної хвороби яка називалася, шизоаффективні розлади. 26 квітня 1999, року Адріан Борланд вчинив самогубство, більше не в змозі терпіти, цю хворобу, він кидається під потяг. Це сталося в Вімблдоні (Лондон), тоді йому було 42 роки.

## Вплив
На Адріана Борланда як на музиканта вплинули такі виконавці: The Stooges, Іггі Поп, The Velvet Underground, Лу Рід, Джим Моррісон, Девід Бові, Joy Division, Soft Cell, New Order, The Waterboys, Talk Talk, Ride, Eurythmics

## Дискографія The Sound
| Рік  | Назва альбому        | Лейбл                     | Формат |
| ---- | -------------------- | ------------------------- | ------ |
| 1980 | Jeography            | Korova Records            | LP     |
| 1981 | From the Lions Mouth | Korova Records            | LP     |
| 1982 | All Fall Down        | Warner Music Group        | LP     |
| 1984 | Shock of Daylight    | Statik                    | LP     |
| 1985 | Heads and Hearts     | Statik                    | LP     |
| 1987 | Thunder Up           | Play It Again Sam Records | LP     |
| 1999 | Propaganda           | Rehascent                 | LP     |